# Дронжджево
Дронжджево (пол. Drążdżewo) — село в Польщі, у гміні Красносельц Маковського повіту Мазовецького воєводства.
Населення — 550 осіб (2011).
У 1975-1998 роках село належало до Остроленцького воєводства.

## Демографія
Демографічна структура станом на 31 березня 2011 року:
|          | Загалом | Допрацездатний вік | Працездатний вік | Постпрацездатний вік |
| -------- | ------- | ------------------ | ---------------- | -------------------- |
| Чоловіки | 292     | 73                 | 182              | 37                   |
| Жінки    | 258     | 54                 | 137              | 67                   |
| Разом    | 550     | 127                | 319              | 104                  |